# Maximiliano Oruste Salva
Maximiliano "Maxi" Oruste Salva (San Juan, 5 de gener de 1994) és un jugador d'hoquei sobre patins argentí, que juga com a devanter al Reus Deportiu.

## Carrera
Comença a jugar a hoquei patins als 3 anys al Loma Negra Hoquei Club de Rivadavia ( província de San Juan ). Als 8 anys passa al Club Banco Hispano, passant per totes les categories inferiors del club i debutant als 16 anys (2012) amb el primer equip.
El 2013 marxa d'Argentina per jugar a hoquei a Itàlia on disputarà una temporada al Valdagno (2014/2015) i dues al GSH Trissino (2015-2017). Disputa la següent temporada al PAS Alcoi  a la màxima categoria espanyola d'hoquei sobre patins i la següent fitxa pel Lleida on guanya la Copa CERS i esdevé el segon màxim golejador de l'OK Lliga amb 27 gols en 30 partits.
El 2019 fitxa pel Deportivo Liceo, amb qui es va proclamar subcampió de l'OK Lliga, després que aquesta s'acabés prematurament a causa de la pandèmia del coronavirus. La temporada següent (2020/2021) el Liceo guanya la Copa del Rei i durant la seva tercera i darrera temporada a Coruña guanya la Supercopa d'Espanya i la lliga. Aquell mateix any es perd una part de la temporada degut a una lesió important.
La temporada 2022/2023 la disputa a Vercelli. Després de la temporada a Itàlia torna a Catalunya per fitxar pel Reus, on guanya la Copa del Rei 2025.
Ha disputat dos mundials sub-20 amb la selecció argentina d'hoquei patins (2011 i 2013).